# Lực van der Waals

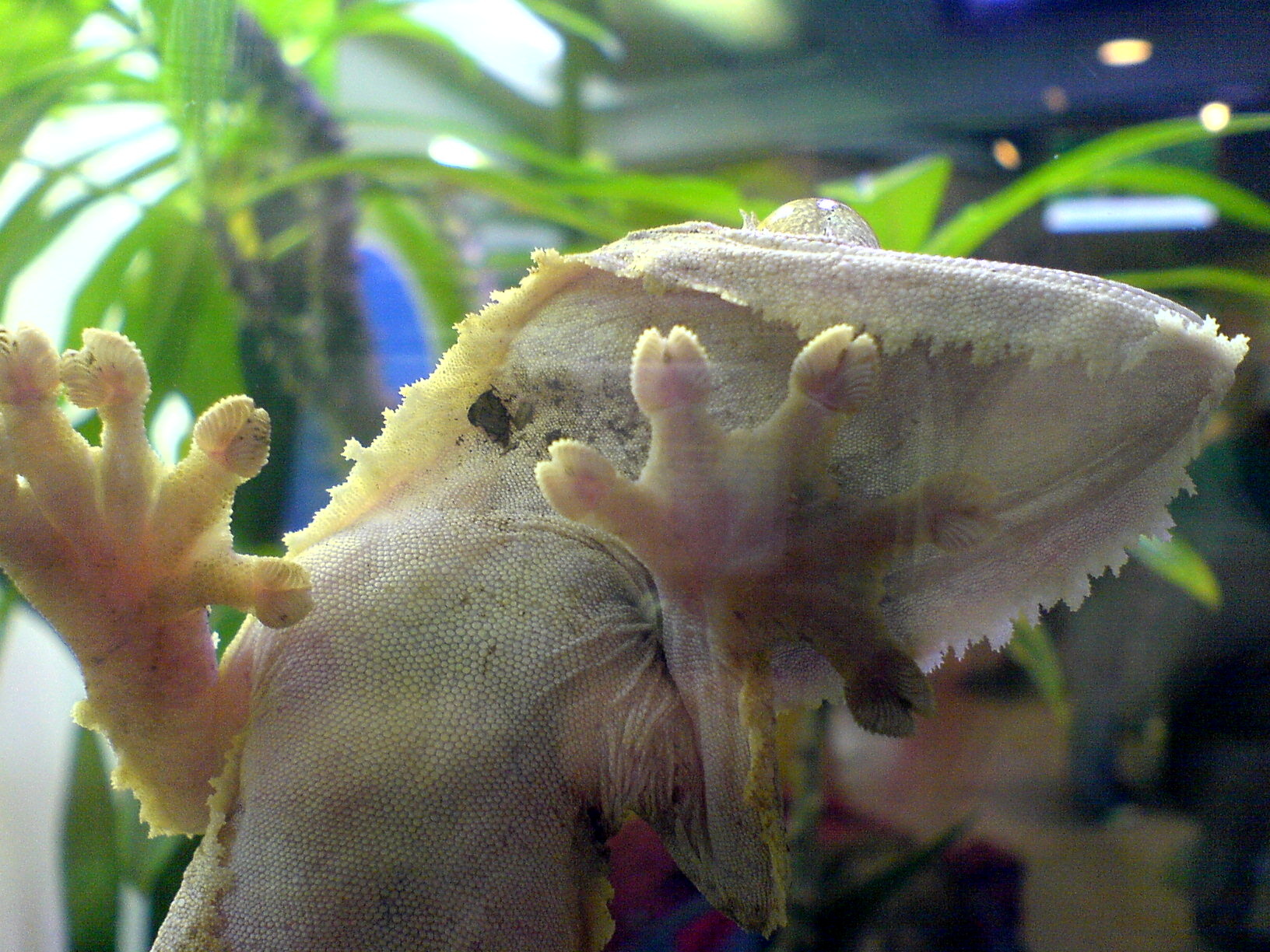
Một con tắc kè có chân bám chặt chắc chắn trên bề mặt tấm kính trơn nhẵn nhờ lực van der Waals.

Lực van der Waals (væn dɜr wɑlz / ven-đê-oan) là một loại tương tác giữa các phần tử có tiếp xúc với nhau, được đặt tên của nhà vật lý người Hà Lan Johannes Diderik van der Waals, mô tả một loại tương tác phụ thuộc vào khoảng cách giữa các phần tử, công bố đầu tiên vào năm 1873.
Các phần tử tham gia vào lực này thường là phân tử. Không giống như liên kết ion hoặc liên kết cộng hóa trị, lực này "hút" các phần tử ở gần nhau "dính" lại với nhau, nhưng lực yếu nên dễ bị thay đổi. Lực van der Waals nhanh chóng biến mất khi các phần tử xa nhau. Trong vật lý phân tử, khi các điện tử ở một nguyên tử cấu tạo nên phân tử đó tình cờ đến cùng một khu vực trong một thời điểm, thì một lưỡng cực được hình thành trong thời điểm đó. Do đó, ngay cả khi một phân tử thuộc loại không phân cực, thì sự dịch chuyển này làm cho phân tử đó trở nên phân cực "chớp nhoáng", từ đó chúng có thể "dính" với nhau. Thực chất, lực Van der Waals là lực tĩnh điện, thường xuất hiện giữa các phân tử chất khí, khí hóa lỏng hoặc hóa rắn, và trong hầu hết các chất lỏng và chất rắn hữu cơ.
Thuật ngữ này dịch từ tiếng Anh van der Waals force, cũng đã được dịch là tương tác van der Waals, liên kết van der Waals.
Lực Van der Waals dễ quan sát thấy với các khí hiếm. Lực Van der Waals tham gia vào một số hiện tượng như mở rộng vạch phổ dưới áp suất (Mở rộng vạch phổ van der Waals), thay đổi phương trình trạng thái khí lý tưởng thành phương trình Van der Waals.  Lực van der Waals giúp chân của một số loài bò sát (tắc kè, thạch sùng) có thể bám chắc trên các bề mặt trơn nhẵn, dựng đứng  . Ứng dụng lực này trên các băng dính  có thể làm tăng khả năng kết dính của băng  Lưu trữ ngày 17 tháng 2 năm 2006 tại Wayback Machine.

### Lực Van der Waals

#### Tương tác định hướng (lưỡng cực - lưỡng cực)
Các phân tử phân cực hút lẫn nhau bằng các lực ngược dấu của lưỡng cực phân tử. Nhờ vậy mà phân tử này định hướng lại với phân tử kia theo một trật tự xác định.

#### Tương tác cảm ứng
Khi phân tử không phân cực tiến gần phân tử phân cực thì dưới ảnh hưởng của điện trường gây ra bởi lưỡng cực, các phân tử không phân cực bị cảm ứng điện và xuất hiện lưỡng cực cảm ứng. Sau dó các phân tử hút nhau bằng các lực ngược dấu. Lực cảm ứng càng mạnh khi phân tử phân cực có momen lưỡng cực càng lớn.

#### Tương tác khuếch tán (London)
Là lực hút xuất hiện nhờ các lưỡng cực tạm thời trong phân tử. Trong phân tử, các điện tử luôn ở trạng thái chuyển động liên tục và các hạt nhân nguyên tử luôn dao động quanh vị trí cân bằng. Do vậy sự phân bố điện tích âm và dương thường xuyên bị lệch khỏi vị trí cân bằng, làm xuất hiện những lưỡng cực tạm thời trong phân tử. Lưỡng cực tạm thời luôn xuất hiện, triệt tiêu, đổi dấu... và có tác dụng cảm ứng đối với phân tử bên cạnh. Do đó các phân tử không phân cực cũng có thể hút lẫn nhau nhờ lưỡng cực tạm thời này. Loại lực này gọi là lực khuếch tán.
Từ thực nghiệm, thế hút được biểu diễn dưới dạng: Uhút =-C/r6.

#### Lực đẩy Van der Waals
Khi các phân tử tiến đến gần nhau, các mây điện tử bắt đầu xen phủ vào nhau thì giữa các phân tử bắt đầu xuất hiện lực đẩy. Lực đẩy tăng khi khoảng cách giữa các phân tử giảm.
Kết quả thực nghiệm cho thấy thế đẩy và hút được tính theo hệ thức: Uđẩy=A/r12.
Năng lượng tương tác toàn phần: U= Uhút+Uđẩy=A/r12-C/r6,thế này còn được viết dưới dạng:
U=4ϵ[(σ/r)12-(σ/r)6], thế này được gọi là thế Lennard-Jones.
trong đó: A=4ϵσ12,C=4ϵσ6, các hằng số ϵ và σđặc trưng cho lực hút, bán kính đẩy.